# Na Na Na
"Na Na Na" é uma canção do grupo pop internacional Now United, lançada em 15 de dezembro de 2019. A canção foi disponibilizada nas plataformas digitais em 20 de dezembro de 2019. Conta com os vocais de Sabina, Any, Heyoon, Noah, Diarra, Bailey, Josh Beauchamp (Backing Vocal) e Krystian Wang (Backing Vocal)

## Videoclipe
O videoclipe foi gravado no Theatro Municipal do Rio de Janeiro, Brasil, no dia 1 de dezembro, durante a passagem do grupo pelo país em turnê. Esse é o primeiro videoclipe que não conta com a presença da representante da Finlândia, Joalin. A canção faz parte do Projeto de Protagonismo, correspondendo a Sabina.

## Históricos de lançamentos
| Região | Data                   | Formato                    | Gravadora | Ref   |
| ------ | ---------------------- | -------------------------- | --------- | ----- |
| Mundo  | 20 de dezembro de 2019 | download digital streaming | XIX       | [ 8 ] |